# Intef VII
Sejemra Herhormaat - Intef, o Intef VII, fue un faraón de la dinastía XVII, que gobernó c. 1593-1588 a. C., durante el segundo periodo intermedio de Egipto. 

## Biografía
Intef VII es uno de los reyes mejor documentado de esta dinastía; se sabe que fue el hermano de Intef VI y el hijo de Sejemra-Shedtauy, Sobekemsaf II. 
Gobernó desde Tebas aunque su soberanía se limitó al Alto Egipto. Es el primero cuya actividad organizadora e intenciones belicosas se certifican. Ordenó construir en varios lugares y, en el año 3.º de su reinado, se grabó un edicto relativo al templo de Min en Coptos que da prueba del carácter autoritario de este gobernante. 
Fue contemporáneo del faraón hicso Apofis I (Apophis I), y parece haber tenido tratos rentables con él. Tebas está aún en paz con los hicsos, y los intercambios son numerosos entre los dos reinos. 
La hipótesis de la lealtad de Tebas al reino del norte no debe descartarse, dado que se certificó de Apofis que llevaba el título de rey de Alto y Bajo Egipto, con influencia hasta Gebelein. Además, Apofis casó a su hija Hérit, con un miembro de la familia real tebana. Tras su reinado, es cuando sus sucesores comenzarán la lucha abierta, conseguirán la victoria contra los hicsos, dando comienzo al Imperio Nuevo de Egipto.
Intef VII murió prematuramente, después de un breve reinado; quizás fue asesinado, en opinión de von Beckerath; fue enterrado en una tumba de la necrópolis de Dra Abu el-Naga, con sus armas (arcos y flechas) y un hermoso poema inscrito en las paredes, el Canto del arpista. El lugar de su tumba, al norte de la de sus predecesores, indica que inauguraba una nueva necrópolis.

## Testimonios de su época
Intef VII ordenó construir un nuevo templo en Gebel Intef y restauró numerosos templos del Alto Egipto.
Auguste Mariette, en 1860, comenzó una excavación más completa en Dra Abu el-Naga, en el lugar donde algunos años antes se habían hallado las sepulturas de Kamose y la reina Ahhotep, y encuentra la tumba de Antef VII que contenía aún su sarcófago y un cofre de vasos canopos de madera con restos dorados. Estos objetos se exponen en el museo del Louvre. Así se pudieron recuperar las tumbas de los principales soberanos del dinastía XVII. También encontró dos obeliscos resquebrajados del faraón con los cinco títulos completos, pero en el transporte al Museo Egipcio de El Cairo se perdieron.
Su tumba fue re-excavada por Daniel Polz, subdirector del Instituto Arqueológico Alemán, en 2001, revelando los restos que originalmente estaba culminada con una pequeña pirámide de unos once metros en la base, alcanzando una altura de unos trece metros.

## Titulatura
| Titulatura | Jeroglífico | Transliteración (transcripción) - traducción - (referencias) |

| N5 | Y8 | O4 · r | D2 · Z1 | Aa11 · D36 |

| N5 | Y8 | O4 · r | D2 · Z1 | Aa11 · D36 |

| N5 | Y8 | O4 · r | D2 · Z1 | Aa11 · D36 |

| N5 | Y8 | O4 · r | D2 · Z1 | Aa11 · D36 |

| N5 | Y8 | O4 · r | D2 · Z1 | Aa11 · D36 |

| N5 | Y8 | O4 · r | D2 · Z1 | Aa11 · D36 |

| N5 | Y8 | O4 · r | D2 · Z1 | Aa11 · D36 |

| N5 | Y8 | O4 · r | D2 · Z1 | Aa11 · D36 |

| N5 | Y8 | O4 · r | D2 · Z1 | Aa11 · D36 |

| N5 | Y8 | O4 · r | D2 · Z1 | Aa11 · D36 |

| N5 | Y8 | O4 · r | D2 · Z1 | Aa11 · D36 |

| N5 | Y8 | O4 · r | D2 · Z1 | Aa11 · D36 |

| N5 | Y8 | O4 · r | D2 · Z1 | Aa11 · D36 |

| N5 | Y8 | O4 · r | D2 · Z1 | Aa11 · D36 |

| N5 | Y8 | O4 · r | D2 · Z1 | Aa11 · D36 |

| N5 | Y8 | O4 · r | D2 · Z1 | Aa11 · D36 |

| W25 | i | N35 · X1 · I9 |

| W25 | i | N35 · X1 · I9 |

| W25 | i | N35 · X1 · I9 |

| W25 | i | N35 · X1 · I9 |

| W25 | i | N35 · X1 · I9 |

| W25 | i | N35 · X1 · I9 |

| W25 | i | N35 · X1 · I9 |

| W25 | i | N35 · X1 · I9 |

| W25 | i | N35 · X1 · I9 |

| W25 | i | N35 · X1 · I9 |

| W25 | i | N35 · X1 · I9 |

| W25 | i | N35 · X1 · I9 |

| W25 | i | N35 · X1 · I9 |

| W25 | i | N35 · X1 · I9 |

| W25 | i | N35 · X1 · I9 |

| W25 | i | N35 · X1 · I9 |